# تسرووو (استان صوفیه)
تسرووو (به بلغاری: Tserovo) یک منطقهٔ مسکونی در بلغارستان است که در استان صوفیه واقع شده‌است.